# Blatná (Fichtelgebirge)
Die Blatná (deutsch: Plattenberg, 641 m) ist ein Basaltkegel östlich der Selb-Wunsiedler Hochfläche im tschechischen Naturpark Smrčiny (deutsch: Fichtelgebirge). Er befindet sich 1,8 km von der deutsch-tschechischen Staatsgrenze entfernt, unmittelbar westlich des Ortes Libá im Okres Cheb. An der Südseite des Berges befinden sich große Basalt-Steinbrüche.

## Geographie
In der geomorphologischen Gliederung des Nachbarlandes Tschechien wird auch das Hazlovská pahorkatina (deutsch: Haslauer Hügelland) dem (inneren) Fichtelgebirge als Haupteinheit Smrčiny (I3A-1) zugeordnet.

## Karte
- Topografische Karte des Bayerischen Landesvermessungsamtes Nr. 5839/40 Schönberg
- Mapa Touristicka 1:50.000 Assko a Chebsko des Klub Ceskych Turistu